# Ligosullo
Ligosullo – miejscowość i gmina we Włoszech, w regionie Friuli-Wenecja Julijska, w prowincji Udine.
Według danych na rok 2004 gminę zamieszkiwało 195 osób, 12,2 os./km².
1 lutego 2018 nastąpiła likwidacja gminy, a Ligosullo wraz z Treppo Carnico utworzyły nową gminę Treppo Ligosullo.